# علاء الدين مغيات شاه سلطان فيرق
السلطان علاء الدين مغيات شاه ابن يانغ دي بيرتوان مودا منصور شاه كان السلطان الثاني عشر لفيرق الذي حكم من 1720 إلى 1728. 
ولد باسم راجا رادين، ورث عرش سلطنة فيرق بعد وفاة عمه السلطان محمود اسكندر شاه الذي لم يكن له ابن. هذا لأن والده يانغ دي بيرتوان مودا منصور شاه قد توفي أولاً. بعد وفاته، ورثه شقيقه راجا إينو.  
كان لديه ابن إسمه بونجسو وإبنة إسمها أمبوان. 
| سبقه محمود إسكندر شاه | سلطان فيرق 1720-1728 | تبعه مظفر شاه الثالث |

## هامش
1. ↑  Radzie Sapiee (2010). "Tiga Makam Sultan di Kampung Jawa (Three Tombs of Sultan at Kampung Jawa)". Radzie Sapiee. مؤرشف من الأصل في 2022-08-07. اطلع عليه بتاريخ 2010-11-28.
2. ↑  "12.Sultan Alauddin Mughayat Shah". Senarai Sultan Perak. Pejabat D.Y.M.M. Sultan Perak Darul Ridzuan. Februari 2013. مؤرشف من الأصل في 2015-05-09. اطلع عليه بتاريخ 18 Mac 2014. {{استشهاد ويب}}: تحقق من التاريخ في: |تاريخ الوصول= و|تاريخ= (مساعدة)
3. ↑  "The Siak Dynasty - Genealogy - PERAK3". The Royal Ark. September 2008. مؤرشف من الأصل في 2 يوليو 2022. اطلع عليه بتاريخ 18 Mac 2014. {{استشهاد ويب}}: تحقق من التاريخ في: |تاريخ الوصول= (مساعدة)
4. ↑  "The Siak Dynasty - Genealogy - PERAK3". The Royal Ark. September 2008. اطلع عليه بتاريخ 18 Mac 2014. {{استشهاد ويب}}: تحقق من التاريخ في: |تاريخ الوصول= (مساعدة)"The Siak Dynasty - Genealogy - PERAK3". The Royal Ark. September 2008. Dicapai pada 18 Mac 2014.

## رابط خارجي
- مكتب صاحب السمو الملكي سلطان فيرق دار الرضوان - قائمة سلاطين فيرق نسخة محفوظة 2015-05-09 على موقع واي باك مشين. .